# Gracilimus radix
Gracilimus radix, também chamado de rato de raiz delgado, é um mamífero roedor, da família dos Muridae, que habitam exclusivamente nas florestas da região de Celebes, na Indonésia, caracterizando-se ser endêmico. Apresenta rosto arredondado, é onívoro, possui orelhas pequenas e sua pelagem é padrão em relação a maioria dos Muridae. É a única espécie de seu gênero, por isso é monotípica.Tal espécie é muito recente, portanto não há  dados em relação a diversos quesitos, tais como: ameaça á espécie, distribuição detalhada, população, dentre outros.